# 3677 Magnusson
3677 Magnusson eller 1984 QJ1 är en asteroid i huvudbältet som upptäcktes den 31 augusti 1984 av den  amerikanske astronomen Edward L.G. Bowell vid Anderson Mesa Station. Den är uppkallad efter astronomen Per Magnusson.
Asteroiden har en diameter på ungefär 4 kilometer och den tillhör asteroidgruppen Flora.